# Liste des longs métrages islandais proposés à l'Oscar du meilleur film international
Cet article présente la liste des longs métrages islandais proposés à l'Oscar du meilleur film international.

## Films proposés par l'Islande
| Année (cérémonie) | Titre français               | Titre original               | Réalisateur                 | Résultat       |
| ----------------- | ---------------------------- | ---------------------------- | --------------------------- | -------------- |
| 1980 (53e)        | Land og synir (is)           | Land og synir (is)           | Ágúst Guðmundsson           | Non nommé      |
| 1981 (54e)        | Útlaginn (is)                | Útlaginn (is)                | Ágúst Guðmundsson           | Non nommé      |
| 1982 (55e)        | Okkar á milli (is)           | Okkar á milli (is)           | Hrafn Gunnlaugsson          | Non nommé      |
| 1983 (56e)        | Húsið (is)                   | Húsið (is)                   | Egill Eðvarðsson (is)       | Non nommé      |
| 1984 (57e)        | Le Vol du corbeau            | Hrafninn flýgur              | Hrafn Gunnlaugsson          | Non nommé      |
| 1985 (58e)        | Skammdegi (is)               | Skammdegi (is)               | Þráinn Bertelsson (is)      | Non nommé      |
| 1986 (59e)        | Eins og skepnan deyr (is)    | Eins og skepnan deyr (is)    | Hilmar Oddsson (is)         | Non nommé      |
| 1987 (60e)        | Skytturnar (is)              | Skytturnar (is)              | Friðrik Þór Friðriksson     | Non nommé      |
| 1988 (61e)        | L'Ombre du corbeau           | Í skugga hrafnsins           | Hrafn Gunnlaugsson          | Non nommé      |
| 1989 (62e)        | La Sorcière du glacier (is)  | Kristnihald undir jökli      | Guðný Halldórsdóttir (is)   | Non nommé      |
| 1990 (63e)        | Ævintýri Pappírs Pésa (is)   | Ævintýri Pappírs Pésa (is)   | Ari Kristinsson (is)        | Non nommé      |
| 1991 (64e)        | Les Enfants de la nature     | Börn náttúrunnar             | Friðrik Þór Friðriksson     | Nomination     |
| 1992 (65e)        | Svo á jörðu sem á himni (is) | Svo á jörðu sem á himni (is) | Kristín Jóhannesdóttir (is) | Non nommé      |
| 1993 (66e)        | Hin helgu vé (is)            | Hin helgu vé (is)            | Hrafn Gunnlaugsson          | Non nommé      |
| 1994 (67e)        | Bíódagar (is)                | Bíódagar (is)                | Friðrik Þór Friðriksson     | Non nommé      |
| 1995 (68e)        | Tár úr steini (is)           | Tár úr steini (is)           | Hilmar Oddsson (is)         | Non nommé      |
| 1996 (69e)        | L'Île du diable (is)         | Djöflaeyjan                  | Friðrik Þór Friðriksson     | Non nommé      |
| 1997 (70e)        | Blossi/810551 (is)           | Blossi/810551 (is)           | Júlíus Kemp (is)            | Non nommé      |
| 1998 (71e)        | Stikkfrí (is)                | Stikkfrí (is)                | Ari Kristinsson (is)        | Non nommé      |
| 1999 (72e)        | Ungfrúin góða og húsið (is)  | Ungfrúin góða og húsið (is)  | Guðný Halldórsdóttir (is)   | Non nommé      |
| 2000 (73e)        | Les Anges de l'univers       | Englar alheimsins            | Friðrik Þór Friðriksson     | Non nommé      |
| 2001 (74e)        | Mávahlátur (is)              | Mávahlátur (is)              | Ágúst Guðmundsson           | Non nommé      |
| 2002 (75e)        | The Sea                      | Hafið                        | Baltasar Kormákur           | Non nommé      |
| 2003 (76e)        | Nói albínói                  | Nói albínói                  | Dagur Kári                  | Non nommé      |
| 2004 (77e)        | Lumière froide (is)          | Kaldaljós                    | Hilmar Oddsson (is)         | Non nommé      |
| 2005 (78e)        | Í takt við tímann (is)       | Í takt við tímann (is)       | Ágúst Guðmundsson           | Non nommé      |
| 2006 (79e)        | Children (is)                | Börn                         | Ragnar Bragason             | Non nommé      |
| 2007 (80e)        | Jar City                     | Mýrin                        | Baltasar Kormákur           | Non nommé      |
| 2008 (81e)        | Brúðguminn (is)              | Brúðguminn (is)              | Baltasar Kormákur           | Non nommé      |
| 2009 (82e)        | Reykjavik - Rotterdam        | Reykjavik - Rotterdam        | Óskar Jónasson              | Non nommé      |
| 2010 (83e)        | Mamma Gógó                   | Mamma Gógó                   | Friðrik Þór Friðriksson     | Non nommé      |
| 2011 (84e)        | Eldfjall                     | Eldfjall                     | Rúnar Rúnarsson             | Non nommé      |
| 2012 (85e)        | Survivre                     | Djúpið                       | Baltasar Kormákur           | Présélectionné |
| 2013 (86e)        | Des chevaux et des hommes    | Hross í oss                  | Benedikt Erlingsson         | Non nommé      |
| 2014 (87e)        | Vonarstræti (is)             | Vonarstræti (is)             | Baldvin Zophoníasson (is)   | Non nommé      |
| 2015 (88e)        | Béliers                      | Hrútar                       | Grímur Hákonarson           | Non nommé      |
| 2016 (89e)        | Sparrows                     | Þrestir                      | Rúnar Rúnarsson             | Non nommé      |
| 2017 (90e)        | L'Arbre de la discorde (is)  | Undir trénu                  | Hafsteinn Gunnar Sigurðsson | Non nommé      |
| 2018 (91e)        | Woman at War                 | Kona fer í stríð             | Benedikt Erlingsson         | Non nommé      |
| 2019 (92e)        | Un jour si blanc             | Hvítur, Hvítur Dagur         | Hlynur Pálmason             | Non nommé      |
| 2020 (93e)        | Agnes Joy (is)               | Agnes Joy (is)               | Silja Hauksdóttir (is)      | Non nommé      |
| 2021 (94e)        | Lamb                         | Dýrið                        | Valdimar Jóhannsson         | Présélectionné |
| 2022 (95e)        | Les Belles Créatures         | Les Belles Créatures         | Guðmundur Arnar Guðmundsson | Non nommé      |
| 2023 (96e)        | Godland                      | Vanskabte land               | Hlynur Pálmason             | Présélectionné |